# Lothar Haase
Lothar Haase (* 30. August 1923 in Kassel; † 8. Dezember 2013 ebenda) war ein deutscher Volkswirt und Politiker (CDU).

## Leben und Beruf
Nach dem Besuch der Volksschule und dem Abitur in Kassel wurde Haase zur Wehrmacht eingezogen. Er nahm seit 1942 als Panzerjäger am Zweiten Weltkrieg teil und wurde in Russland und Italien eingesetzt. Er geriet in Süditalien in britische Gefangenschaft, die er in Ägypten abdiente, aus der er dann 1948 entlassen wurde.
Nach seiner Heimkehr nahm Haase ein Studium der Wirtschaftswissenschaften an der Universität Marburg auf, das er 1952 mit der Prüfung zum Nationalökonom, Diplom-Volkswirt, beendete. Er arbeitete von 1953 bis 1961 bei der Bundesanstalt für Arbeit, war später bei der Zentralstelle für Arbeitsvermittlung in Frankfurt am Main tätig und wurde dort zuletzt zum Verwaltungsrat ernannt. Nach der Niederlegung seines Bundestagsmandates war er von 1983 bis 1988 Mitglied des Europäischen Rechnungshofes in Luxemburg. Er bekleidete dort das Amt des Vizepräsidenten.
Neben der Abgeordnetentätigkeit erlangte Haase im Rahmen jahrzehntelanger Wehrübungen den militärischen Rang eines Obersts d.R., er war häufig Kommandeur unterschiedlicher Fernmeldeführungsdienststellen der Bundeswehr.

## Partei
Haase beantragte am 25. September 1941 die Aufnahme in die NSDAP und wurde rückwirkend zum 1. September desselben Jahres aufgenommen (Mitgliedsnummer 8.683.144). Er trat dann 1948 in die CDU ein, schloss sich im gleichen Jahr der Jungen Union (JU) an und war von 1957 bis 1961 Landesvorsitzender der JU Hessen. Von 1962 bis 1988 war er Vorsitzender des CDU-Bezirksverbandes Nordhessen. Zudem wurde er in den Landesvorstand der hessischen Christdemokraten gewählt.

## Abgeordneter
Haase war von 1956 bis 1960 Kreistagsmitglied des Kreises Kassel-Land. Dem Deutschen Bundestag gehörte er von 1961 bis zu seiner Mandatsniederlegung am 5. Dezember 1983 an. Er war stets über die Landesliste der CDU Hessen ins Parlament eingezogen. 1981/82 war er Vorsitzender des Haushaltsausschusses und 1982/83 Vorsitzender des Wirtschaftsausschusses im Bundestag.
Haase galt als exzellenter Haushaltsfachmann, war im Bereich Verteidigungswesen Berichterstatter Einzelplan 14 (Verteidigungshaushalt) und wegen seiner langjährigen Reserveoffiziertätigkeit Detailkenner der Bundeswehr.
Nach dem Regierungswechsel 1982 war er ursprünglich für die Tätigkeit des parlamentarischen Staatssekretärs Verteidigung vorgesehen. Trotz erheblicher, fachlich bedingter, Proteste innerhalb der Unionsfraktion wurde die Position im Rahmen des Parteienproporzes der CSU zugeschlagen.
Der damalige Bundeskanzler Kohl setzte den Haushaltsfachmann schließlich zur Prüfung europäischer Finanzen als Vizepräsidenten der Europäischen Rechnungshofs in Luxemburg durch.

## Ehrungen
- Bundesverdienstkreuz 1. Klasse, 1973
- Bayerischer Verdienstorden, 1981
- Großes Bundesverdienstkreuz, 1983